# Лойзингер, Иоганна
Иоганна (Йохана) Лойзингер (нем. Johanna Maria Louise Loisinger, болг. Йохана Лойзингер; 18 апреля 1865, Братислава — 11 июля 1951, Вена) — австрийская актриса, пианистка и оперная певица (сопрано). Супруга Александра Баттенберга — первого князя княжества Болгарии из германской династии Баттенбергов, генерал-лейтенанта русской армии (15.04.1880).

## Биография
Родилась в Братиславе в семье Йохана Лойзингера и Марии Майер. После получения певческого образования выступала в театрах Праги, Троппау, Линца, Дармштадта. Была известна исполнением произведений Моцарта.

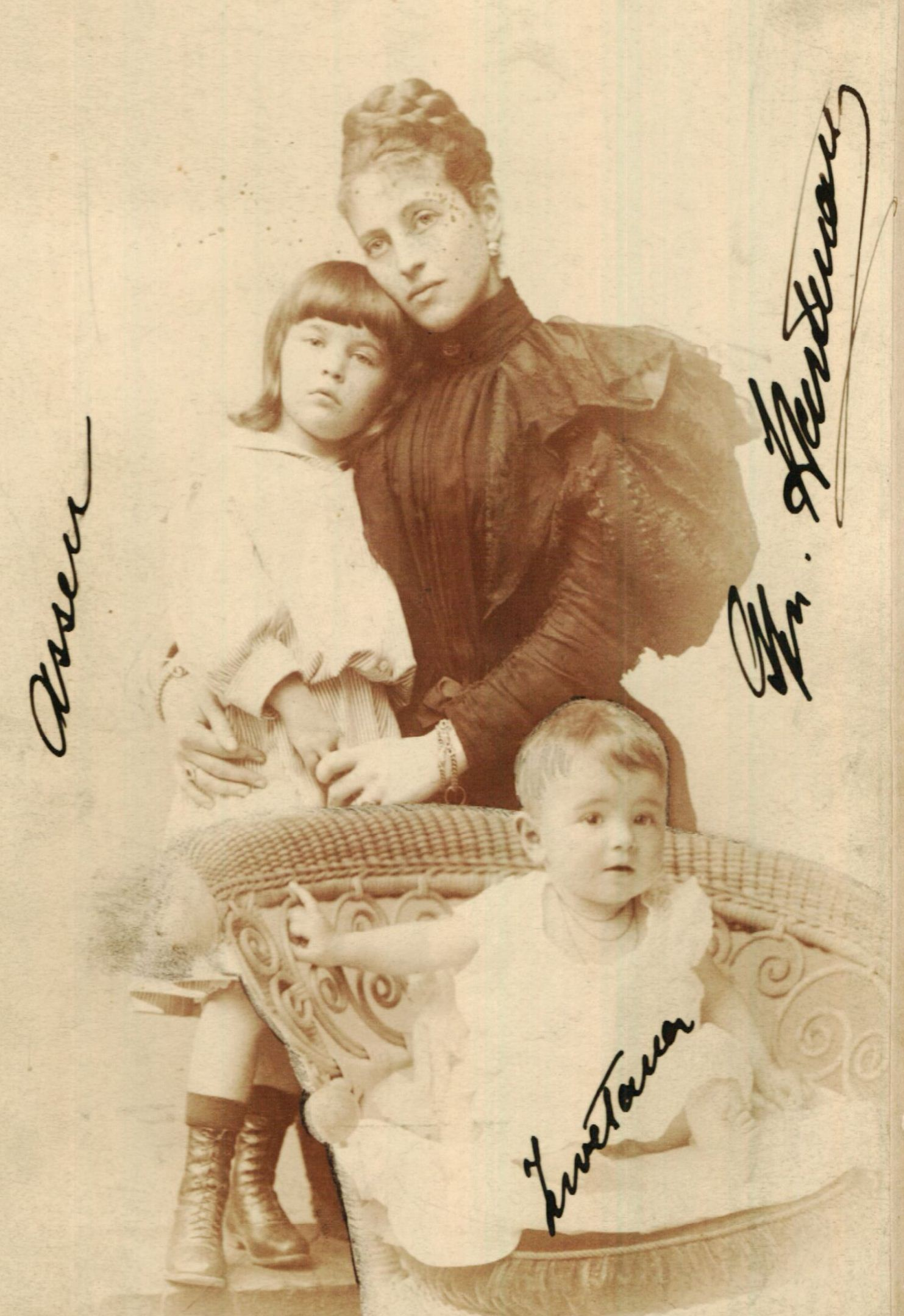
Иоганна Лойзингер с детьми

6 февраля 1889 года в Ментоне, Приморские Альпы, Франция, Иоганна вышла замуж за принца Александра Баттенберга (1857—1893). 21 августа 1886 Баттенберг был низвергнут с болгарского престола и поселился с женой в Граце, Австрия. У них родилось двое детей — сын Крум-Асен, граф Хартенау (1890—1965) и дочь Вера-Цветана, графиня Хартенау (1893—1924). После смерти мужа Иоганна переехала в Вену, где занималась общественной деятельностью, была меценатом музыкальных организаций. Некоторое время она занимала пост президента Венского симфонического оркестра. Получала пенсию от болгарского правительства в размере 50 тыс. левов в год. Похоронена на кладбище Святого Леонарда в Граце рядом с дочерью.